# Clara de Buen Richkarday
Clara de Buen Richkarday (ur. 1954 w Meksyku) – meksykańska architekt.

## Życiorys
Studiowała na wydziale architektury i urbanistyki Uniwersytetu Iberoamerykańskiego.  Od 1984 roku współpracuje z Aurelio Nuño Moralesem, Carlosem Macem Gregorem Anciolą i Francisem Sáenzinem w biurze architektonicznym Despacho Nuño, Mac Gregor y de Buen Arquitectos SC. Zdobyła złoty medal Międzynarodowej Akademii Architektury (IAA) na VI Biennale INTERARCH '91 oraz nagrodę specjalną miasta Frankfurtu nad Menem za koncepcje projektowe kilku stacji metra w Meksyku.

## Projekty
- Muzeum Centrum Kultury Poliforum, Guanajuato, León, 2004–2009
- Dom seniorów Asociación de Ayuda Social de la Comunidad Alemana, 1998–2002
- Colegio Alemán Alexander Von Humboldt-Plantel Norte, Lomas Verdes, 1988–1990
- Budynek IBM, Santa Fe, 1995–1997
- Stacje metra linii B, 1994–1997
- Stacje metra linii A, 1986–1991
- Biblioteka wydziału medycyny Narodowego Uniwersytetu Autonomicznego Meksyku, 2005–2006
- Museo Maya, Chetumal
- Teatr miejski, Chetumal